# Maria Aragon
Maria Lourdes Aragon (nascida em 17 de julho de 2000) é uma cantora canadense de ascendência filipina de Winnipeg, Manitoba. Em 16 de fevereiro de 2011, um vídeo de Aragon cantando um cover de "Born This Way" foi enviado para o canal do YouTube da sua irmã para mostrar seu talento para os amigos e familiares. O vídeo chamou a atenção de Lady Gaga e ela ficou tão impressionada com o desempenho de Maria que ela fez um link para o vídeo no seu twitter. Em seis dias, o seu vídeo atingiu mais de 28 milhões de visualizações. Durante uma entrevista à HOT 103 em Winnipeg, Lady Gaga disse no show a Maria, como ela tinha sido comovida por seu desempenho. Em seguida, ela convidou-a a interpretar "Born This Way" com ela na The Monster Ball Tour em Toronto. Em 3 de Março de 2011, Aragon entrou com Lady Gaga no palco, no Air Canada Centre, onde realizaram um dueto acústico da canção, com Maria sentada no colo de Gaga a tocar piano e Lady Gaga fazendo o trabalho dos pedais. Aragon posteriormente voltou a juntar-se a Lady Gaga e sua equipa de dançarinos para fazerem uma versão final do uptempo de "Born This Way".